# Bikʿat HaJarden
Bik’at HaJarden (hebräisch מוֹעָצָה אֲזוֹרִית בִּקְעַת הַיַּרְדֵּן Mōʿatzah Asōrīt Biqʿat HaJarden, deutsch ‚Regionalrat Jordansenke‘) ist eine israelische Regionalverwaltung im Westjordanland, westlich des Jordans im Jordangraben. Der Sitz der Verwaltung ist in Schlomtzion, südlich von Massu'ah.

## Lage
Bik'at HaJarden liegt im nordöstlichen Westjordanland, westlich des Jordans. Das Gebiet von Bik'at HaJarden reicht von Bet Sche’an im Norden bis nach Jericho im Süden. Die meisten Siedlungen liegen an den beiden großen von Norden nach Süden verlaufenden Straßen, der Allon-Straße, benannt nach Jigal Allon, im Westen und dem Highway 90 im Osten.
Ma'ale Efrayim ist zwar vom Gebiet der Regionalverwaltung umschlossen, bildet aber seit 1989 eine eigenständige Kommunalverwaltung.

## Geschichte
Israel besetzte im Sechstagekrieg von 1967 das Gebiet der heutigen Regionalverwaltung. Die meisten der israelischen Siedlungen wurden in den Jahren zwischen 1968 und 1982 gegründet. 1979 wurde für sie eine eigene Verwaltungseinheit eingerichtet.
Am 6. Februar 2002 wurde in Chamra Miri Ohana und ihre 11-jährige Tochter Yael in ihrem Haus von einem als israelischen Soldaten verkleideten bewaffneten Terroristen ermordet. Bei dem Angriff wurde auch der Reservist, Hauptfeldwebel Moshe Mejos Mekonan aus Beit Shean getötet. Fatah und Hamas bekannten sich beide zu dem Anschlag.
Die Regionalverwaltung wurde Anfang des 21. Jahrhunderts nicht in die israelische Sperranlage einbezogen.
Das israelische Kabinett hat am 8. September 2019 seine letzte Sitzung vor den Parlamentswahlen symbolisch im Jordantal abgehalten. Dort verlieh es dem Außenposten Mewo'ot Jericho den Status einer legalen Siedlung. Die Siedlung wurde bereits 1999 als landwirtschaftliche Farm gegründet, auf Land, das Israel als staatlich betrachtet.

## Einwohner
Die Einwohnerzahl beträgt 6.150 (Stand: Januar 2022).
Das israelische Zentralbüro für Statistik gibt bei den Volkszählungen vom 4. Juni 1983, 4. November 1995 und vom 28. Dezember 2008 für Bik’at HaJarden folgende Einwohnerzahlen an:
| Jahr der Volkszählung | 1983  | 1995  | 2008  |
| Anzahl der Einwohner  | 2.100 | 2.600 | 3.300 |

## Gliederung
- 2 Kibbuzim: → Liste der Kibbuzim
- 15 Moschawim: → Tabelle der Moschawim
- 1 Gemeinschaftssiedlung: → Tabelle der Gemeinschaftssiedlungen
- 4 Außenposten: → Liste israelischer Siedlungen

## Bürgermeister
- 2006–2009 Dovi Tal
- Seit 2009 David Alchejni